# Torneo de Reservas de Chile 1964
El Torneo de Reservas de Chile 1964, también conocido como Torneo de Reserva del Fútbol Profesional 1964, fue la 32.º edición del campeonato de reservas de la Primera División de Chile, organizado por la Asociación Central de Fútbol. Luego de igualar 1:1 con Audax Italiano en su último partido de la temporada, Universidad Católica se consagró campeón del torneo.

## Formato
Compitieron los planteles de clubes de Torneo de Primera División 1964 y de Segunda División. Estos equipos estaban conformados por jugadores profesionales y jóvenes valores del fútbol formativo. Se disputó con una rueda en el sistema de todos contra todos y un reducido de clasificados denominado «Rueda de los grandes».

## Desarrollo
Al término de la primera rueda, clasificaron a la fase final o «Rueda de los grandes» los siguientes equipos: Universidad Católica, Colo-Colo, Audax Italiano, Unión Española y Green Cross. A lo largo de última rueda, Católica sostuvo una ventaja que fue decisiva. Sumando un empate con Audax Italiano, sin necesidad de esperar otros resultados, obtuvo el título de campeón.
Entre los jugadores más destacados de los cruzados estuvieron Gustavo Laubé, Freddy León, Esteban Varas, Juan Barrales, Mario Aguilar, René Hormazábal, Juan Herrera y Julio Gallardo.

## Resultados

### Primera rueda
Resultados de dos encuentros de la última fecha de la Primera rueda, llevada a cabo el 28 de octubre de 1964.
| Colo-Colo  | 3-1 | Iberia    | Maipú |
| Magallanes | 1:1 | Palestino | Maipú |

### Rueda de los grandes
En esta rueda participaron los seis primeros equipos de la anterior. Se dispone de información de la 2.º fecha, realizada el 10 de noviembre de 1964; 3.º, desarrollada el 17 del mismo mes; 4.º, disputada el 24, y de la 5.º (final), correspondiente a la semana del 30.
| Audax Italiano | 0-0 | Santiago Morning     | Maipú       |
| Unión Española | 2:3 | Universidad Católica | Santa Laura |
| Colo-Colo      | S/i | Green Cross          | S/i         |

| Universidad Católica | 2:1 | Green Cross      | Independencia |
| Unión Española       | 2:1 | Santiago Morning | Santa Laura   |
| Audax Italiano       | 2-1 | Colo-Colo        | Maipú         |

| Universidad Católica | 3:1 | Santiago Morning | Independencia |
| Audax Italiano       | 3:2 | Green Cross      | Maipú         |
| Unión Española       | S/i | Colo-Colo        | Santa Laura   |

| Universidad Católica | 1:1 | Audax Italiano   | S/i         |
| Colo-Colo            | S/i | Santiago Morning | Maipú       |
| Unión Española       | S/i | Green Cross      | Santa Laura |

## Tabla de Posiciones

### Primera rueda
Se dispone de información de los seis clasificados a la «Rueda de los grandes».
| POS | Equipo               | PTS |
| --- | -------------------- | --- |
| 1.  | Universidad Católica | 20  |
| 2.  | Colo-Colo            | 18  |
| 2.  | Audax Italiano       | 18  |
| 4.  | Green Cross          | 16  |
| 5.  | Santiago Morning     | 14  |
| 5.  | Unión Española       | 14  |

### Rueda de los grandes
Se dispone de información de las tablas correspondientes a la 3.º, 4.º y última fecha de la «Rueda de los grandes».
| POS | Equipo               | PTS |
| --- | -------------------- | --- |
| 1.  | Universidad Católica | 24  |
| 2.  | Colo-Colo            | 20  |
| 3.  | Audax Italiano       | 19  |
| 4.  | Santiago Morning     | 17  |
| 5.  | Green Cross          | 16  |
| 5.  | Unión Española       | 16  |

| POS | Equipo               | PTS |
| --- | -------------------- | --- |
| 1.  | Universidad Católica | 26  |
| 2.  | Audax Italiano       | 21  |
| 3.  | Colo-Colo            | 20  |
| 4.  | Santiago Morning     | 17  |
| 5.  | Green Cross          | 16  |
| 5.  | Unión Española       | 16  |

Se dispone de información del primer lugar del campeonato.
| POS | Equipo               | PTS |
| --- | -------------------- | --- |
| 1.  | Universidad Católica | 27  |

## Campeón
|                      |
| Universidad Católica |
|                      |
| 2.° título           |